# Coupe des champions féminine de la CONCACAF
La Coupe des champions féminine de la CONCACAF est une compétition annuelle de football féminin organisée par la Confédération de football d'Amérique du Nord, d'Amérique centrale et des Caraïbes (CONCACAF) et regroupant les meilleurs clubs d'Amérique du Nord, d'Amérique centrale et des Caraïbes. 

## Histoire
Le 12 mars 2024, la CONCACAF annonce le lancement de la Coupe des champions féminine de la CONCACAF (en anglais : CONCACAF W Champions Cup), la première édition se déroulant lors de la saison 2024-2025 et réunissant 11 équipes. La compétition qui sera qualificative pour la future Coupe du monde des clubs féminine se décompose en un tour préliminaire où 2 clubs sont concernés, une phase de groupes avec 2 groupes de 5 équipes suivie d'une phase à élimination directe en format final four.

## Palmarès
| N° | Édition   | Vainqueur       | Deuxième    | Troisième          | Lieu du final four                              |
| -- | --------- | --------------- | ----------- | ------------------ | ----------------------------------------------- |
| 1  | 2024-2025 | Gotham du NJ/NY | Tigres UANL | Thorns de Portland | Estadio Universitario, San Nicolás de los Garza |
| 2  | 2025-2026 |                 |             |                    |                                                 |